# Hôtel de Besenval
L'Hôtel de Besenval è uno storico hôtel particulier con corte d'onore e ampio giardino all'inglese a Parigi, costruito secondo lo stile entre cour et jardin, ovvero una residenza tra la corte d'onore e il giardino.
Dal 1938, l'Hôtel de Besenval è la sede dell'Ambasciata della Confederazione Svizzera in Francia. L'edificio è classificato come monumento storico con decreto del 20 ottobre 1928.

## Posizione
L'edificio si trova in Rue de Grenelle 142, nel quartiere Faubourg Saint-Germain del 7º arrondissement, non lontano dall'Hôtel des Invalides. Il quartiere Faubourg Saint-Germain è stato la zona residenziale preferita dalla nobiltà fin dal XVII secolo e ospita un gran numero di hôtels particuliers, alcuni dei quali sono oggi sede di ambasciate straniere.

## Storia

### Hôtel Chanac de Pompadour

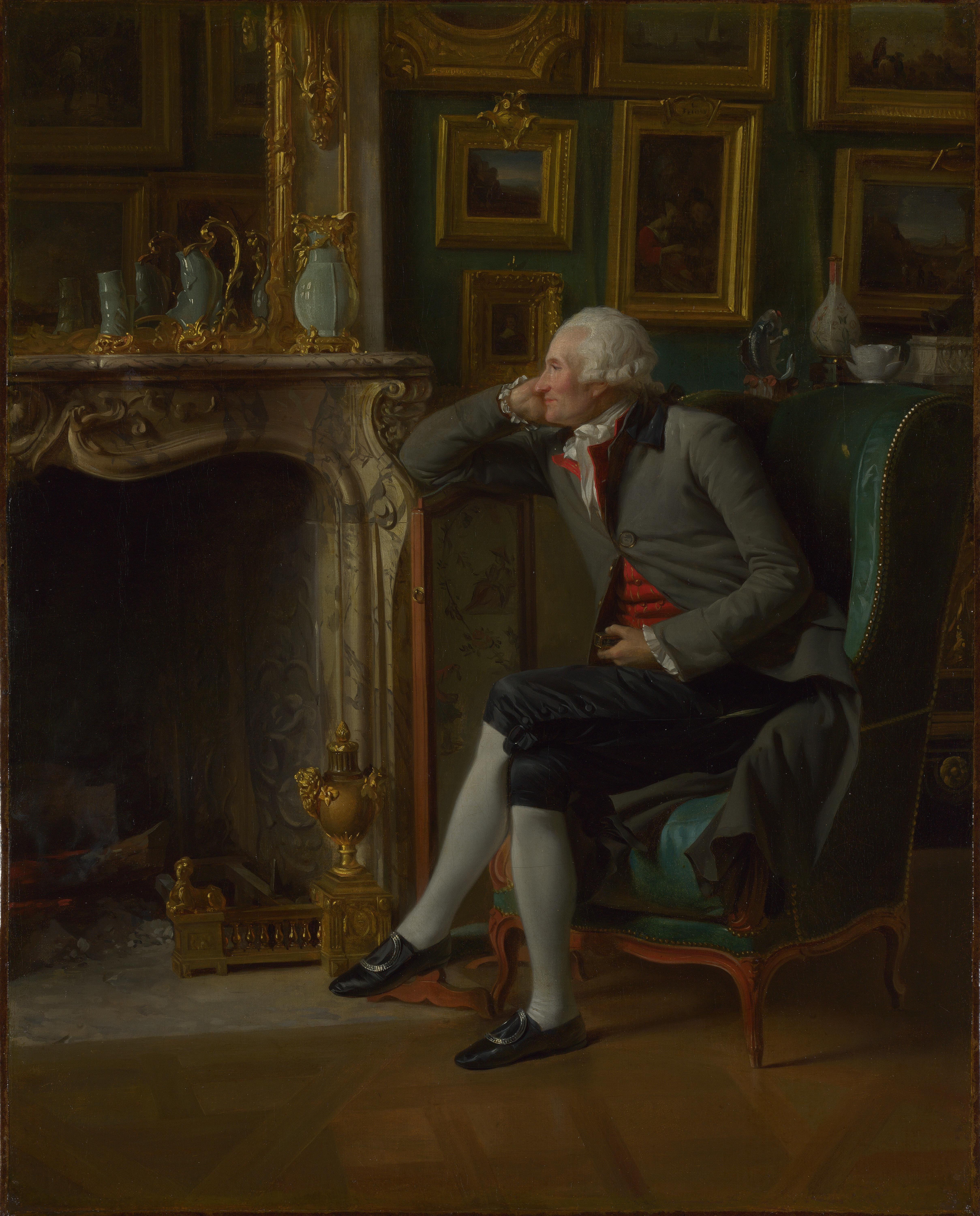
Pierre Victor de Besenval nel suo salotto nell'Hôtel de Besenval, 1791

L'edificio trae le sue origini dalla residenza a un piano Hôtel Chanac de Pompadour, costruita nel 1704 dall'architetto Pierre Alexis Delamair (1646–1745) per l'abate Pierre Chanac de Pompadour.

### Hôtel de Besenval
Dopo la morte dell'abate nel 1710, l'edificio passò più volte da proprietario a proprietario. Nel 1750 entrò in possesso di Louis-Guy de Guérapin de Vauréal (1688–1760), finché nel 1767 fu acquistato da Pierre Victor de Besenval de Brünstatt (1721–1791), un ufficiale svizzero al servizio della Francia. Besenval, che aveva vissuto in Francia dall'età di sei anni ed era in ottimi rapporti con la corte reale francese, proveniva da una delle più potenti famiglie patrizie di Soletta, proprietaria sia del Palais Besenval che del Castello di Waldegg. Quest'ultimo è anche il luogo di nascita di Pierre Victor de Besenval.

#### Il ninfeo

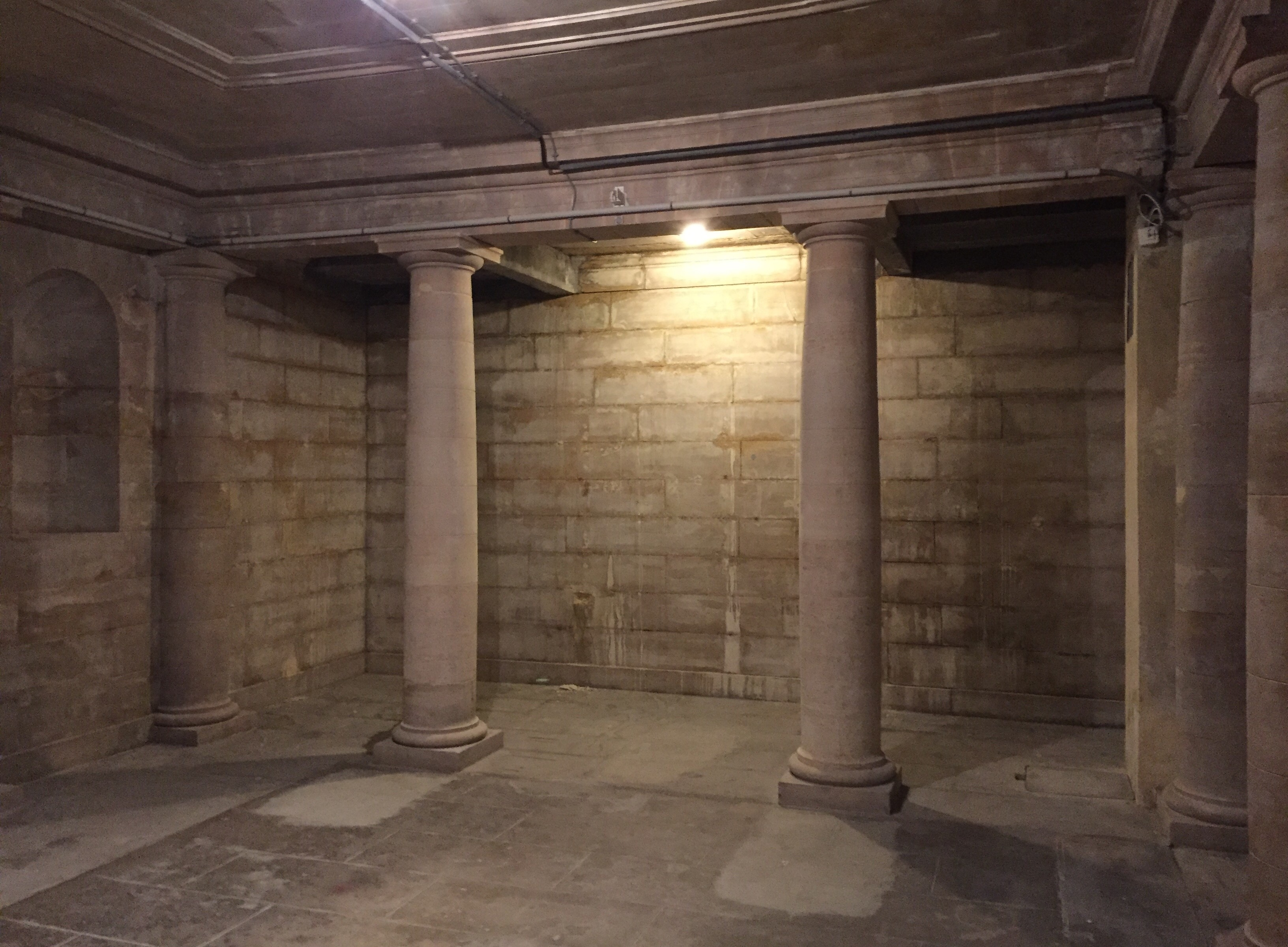
I resti del ninfeo nel seminterrato dell'Hôtel de Besenval. L'antica vasca, ora ricoperta, è ancora oggi riconoscibile per le lastre del pavimento di colore lievemente differente

All'inizio degli anni 1780, il barone poteva già vantare un'impressionante carriera militare. Nel 1767 divenne tenente colonnello del Reggimento delle Guardie Svizzere e nel 1781 comandante in capo delle truppe e delle guarnigioni dell'interno della Francia. La sua residenza in Rue de Grenelle doveva rispecchiare il suo successo e il suo status, e per questo motivo nel 1782 fece eseguire all'architetto Alexandre-Théodore Brongniart importanti modifiche e ampliamenti. Tra le altre cose, Brongniart gli costruì una sala da pranzo, una galleria per la sua collezione di dipinti in continua crescita e, nel seminterrato, un ninfeo, una sala da bagno sul modello del mondo antico, i cui resti sono ancora oggi visibili. Questo bagno fu decorato artisticamente dallo scultore Claude Michel, detto Clodion, che vi realizzò, tra l'altro, dei bassorilievi con scene erotiche, che in seguito decorarono l'atrio del Château de Digoine a Palinges e che oggi appartengono alle collezioni del Museo del Louvre (copie si trovano oggi nel Château de Digoine).
Il ninfeo fece rapidamente scalpore nella società parigina e cementò la reputazione del barone come amante e seduttore: le voci di avventure amorose si diffusero presto in questo tempio balneare. Secondo i resoconti dei contemporanei, tuttavia, la vasca era riempita di acqua calda, ma il seminterrato era gelido. Il bagno era quindi adatto alle avventure amorose solo in misura limitata. Si dice anche che il bagno sia stato usato una sola volta. Si tratta di un soldato delle Guardie Svizzere, che sarebbe morto pochi giorni dopo di polmonite.

### Gli anni della rivoluzione
Nel luglio 1789 Besenval fu comandante in capo della guarnigione parigina, in qualità di comandante militare dell'Île-de-France e governatore di Parigi. Pur continuando a usare metodi drastici per mantenere l'ordine a Parigi in maggio, il 12 luglio ritirò le truppe da Parigi nella speranza di evitare un conflitto di massa, ma il risultato fu che ciò rese possibile l'assalto alla Bastiglia il 14 luglio. Nelle sue memorie Besenval sottolinea che quel giorno era agli ordini del Maréchal Victor-François de Broglie. Questo evento è da allora considerato l'inizio della Rivoluzione francese. Besenval, accusato dagli aristocratici di alto tradimento e dai rivoluzionari della Lèse-Nation, non ebbe altra scelta che fuggire in Svizzera.

#### La fuga del barone

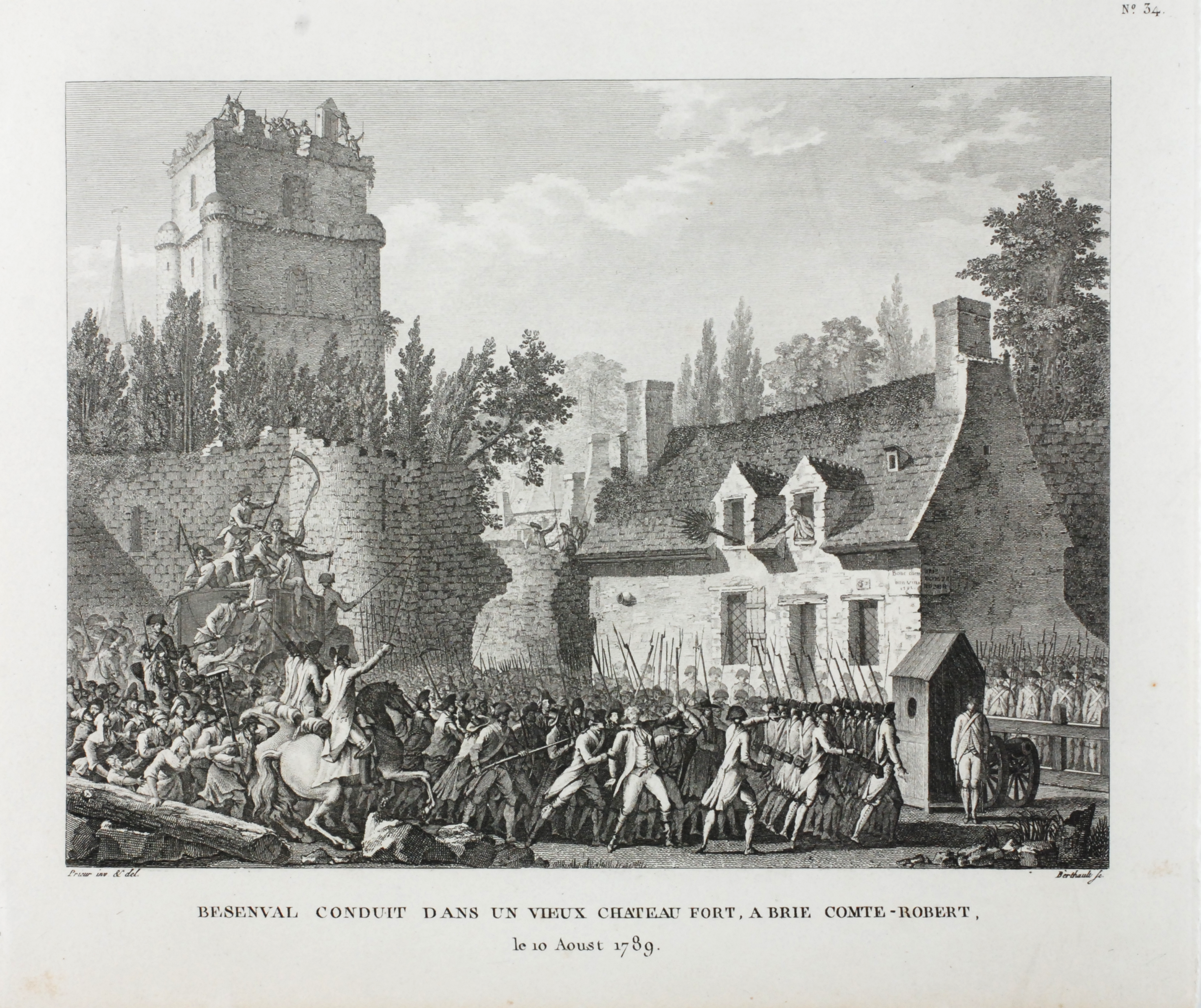
Il Barone de Besenval durante la prigionia nel Château de Brie-Comte-Robert il 10 agosto 1789

Besenval non solo era odiato come soldato dalle masse rivoluzionarie, ma era anche sospettato di cospirazione in quanto amico intimo della regina Maria Antonietta. Quando le masse rivoluzionarie chiesero la sua testa, Besenval ottenne dal re il permesso di partire per la Svizzera, dove intendeva ritirarsi nella sua tenuta di campagna, Schloss Waldegg, vicino a Soletta. Ma durante il viaggio, Besenval fu riconosciuto dalle truppe rivoluzionarie nei pressi di Provins, fermato e imprigionato nel Château de Brie-Comte-Robert il 10 agosto 1789. Solo grazie all'intervento del banchiere ginevrino e ministro delle Finanze francese Jacques Necker, Besenval sfuggì alla morte e fu infine rilasciato dopo aver vinto la causa in tribunale, grazie all'appello del suo avvocato Raymond de Sèze. Indebolito dalla prigionia, il barone morì nella sua residenza di Parigi il 2 giugno 1791.

### In possesso dei discendenti della Contessa de Moreton de Chabrillan fino al 1925
Nel suo testamento, Besenval, che rimase celibe per tutta la vita, lasciò in eredità l'usufrutto della sua residenza in Rue de Grenelle all'amico maresciallo Philippe Henri de Ségur, il cui figlio, Joseph Alexandre de Ségur (1756–1805), era considerato figlio illegittimo di Besenval, un fatto che era noto anche in famiglia ma che non compromise l'amicizia. Il maresciallo e Besenval concordarono persino che Joseph Alexandre de Ségur avrebbe dovuto un giorno ereditare l'Hôtel de Besenval. Di conseguenza, Besenval gli lasciò in eredità la nuda proprietà dell'Hôtel de Besenval.
Joseph Alexandre de Ségur vendette in seguito l'Hôtel de Besenval a Marie-Elisabeth-Olive, Contessa de Moreton de Chabrillan, nata Frottier de la Coste-Messeliére (1761–1807), la cui famiglia possedeva anche lo Château de Digoine a Palinges e alla quale l'Hôtel de Besenval rimase fino al 1925.

### Conversione ed espansione del Corps de Logis
Nel 1866, quando l'Hôtel de Besenval era di proprietà della famiglia de Montholon-Sémonville, discendente della Contessa de Moreton de Chabrillan, il corps de logis assunse il suo aspetto definitivo, con l'aggiunta di un piano e la costruzione di un tetto mansardato, su progetto dell'architetto Chabrier. In quel periodo, tra il 1855 e il 1870, i discendenti di Luciano Bonaparte, fratello dell'imperatore Napoleone I, occuparono l'Hôtel de Besenval.

### Sede dell'Ambasciata della Confederazione Svizzera (fino al 1957 Legazione Svizzera)

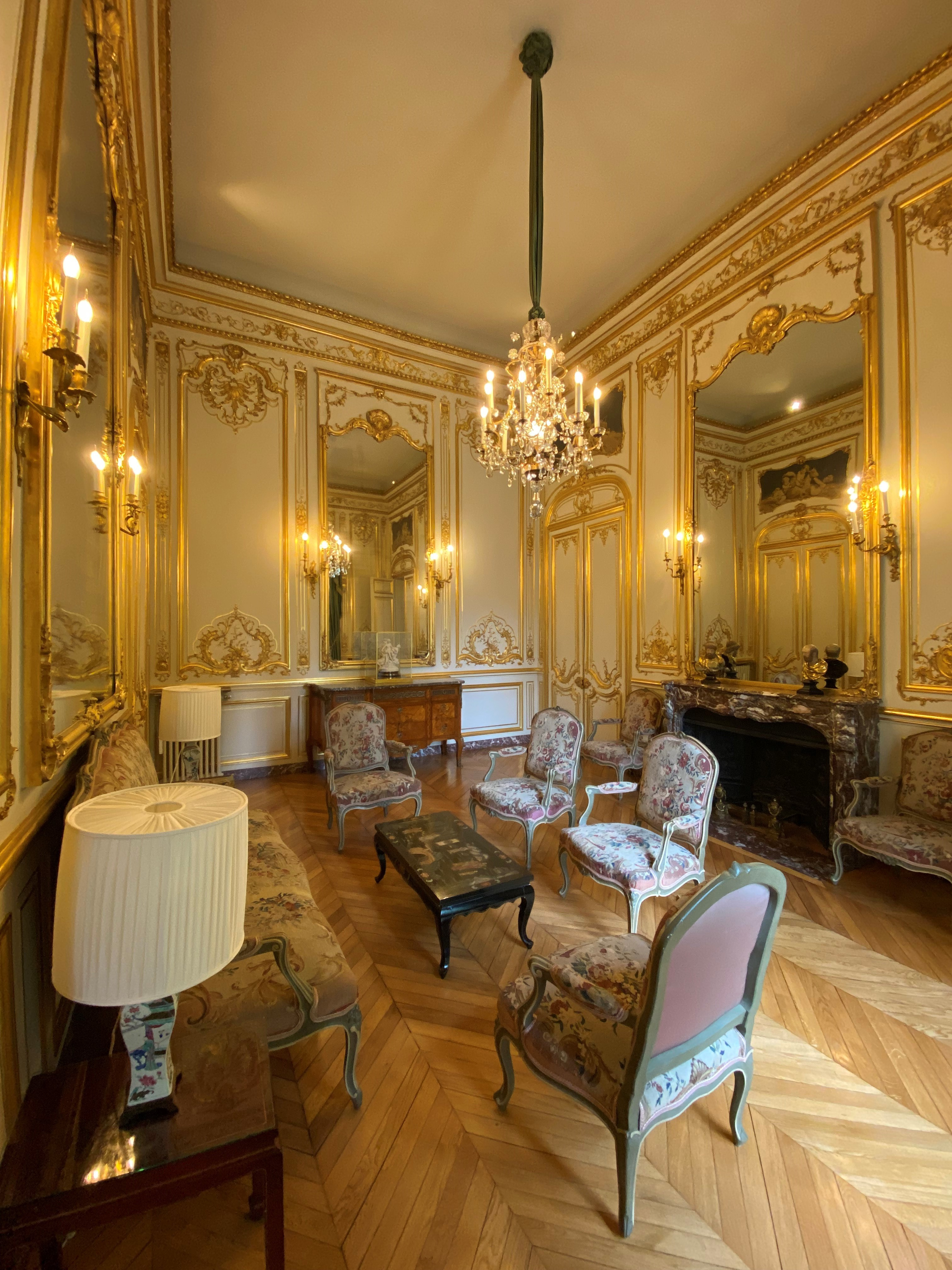
La chambre du maître, l'antica camera da letto del Barone de Besenval, dove morì il 2 giugno 1791. Oggi la stanza si chiama Le salon des ministres

Negli anni Trenta, l'edificio era di proprietà della maggioranza di Emily Grace Baumann, nata Kinsley (1862–1951), vedova di Gustav Baumann (1853–1914), un gentiluomo svizzero di San Gallo, e di suo figlio, Clifton K. Baumann (1893–1936). Quando l'edificio fu nuovamente messo in vendita nel 1938, fu acquistato dalla Confederazione Svizzera come sede dell'ambasciata. Il ministro Walter Stucki (1888–1963) fu incaricato di gestire l'acquisto e di supervisionare la successiva ristrutturazione e l'aggiunta di un'ala ovest per gli uffici, realizzata dagli architetti Moreillon & Taillens.
Gli uffici dell'Ambasciata della Confederazione Svizzera furono inaugurati nel gennaio 1939. Pochi mesi dopo scoppiò la Seconda guerra mondiale. Nel giugno 1940, dopo la Campagna di Francia e l'occupazione di Parigi, l'Hôtel de Besenval fu trasformato in un consolato. Dopo la guerra, nel 1945, con l'arrivo del ministro Carl Burckhardt, l'Hôtel de Besenval divenne nuovamente l'Ambasciata della Confederazione Svizzera.

#### Il ritorno dei mobili del barone
Pochi anni dopo la morte del barone, i mobili e i tesori artistici della sua residenza di Rue de Grenelle furono messi all'asta a Parigi il 10 agosto 1795. Ma anche durante la vita del barone, singoli mobili e opere d'arte si spostarono dall'Hôtel de Besenval alla sua tenuta di campagna in Svizzera, Schloss Waldegg. Tra questi, un arredamento in colore grigio Trianon (dal nome del Petit Trianon), composto da un canapè e da sei poltrone con coprisedili ricamati raffiguranti scene delle favole di Jean de La Fontaine.
Questo arredamento è stato acquistato dai proprietari dello Schloss Waldegg dalla Confederazione Svizzera nel 1938 nel corso della ristrutturazione dell'Hôtel de Besenval e oggi adorna il Salon de la tapisserie.

## Il rinnovo dell'alleanza con il re di Francia del 1663: il grande arazzo
Tra le opere d'arte più importanti che oggi adornano l'Hôtel de Besenval c'è il grande arazzo del XVII secolo nel Salon de la tapisserie, realizzato dalla Manifattura dei Gobelins. Realizzato nel 1665 su disegno di Charles Le Brun, l'arazzo è in prestito dal Mobilier national.
L'arazzo raffigura il momento storico dei festeggiamenti per il rinnovo dell'alleanza tra la Francia e gli Svizzeri, avvenuto il 18 novembre 1663 nella Cattedrale di Notre-Dame a Parigi. È raffigurato il momento in cui il re Luigi XIV e gli ambasciatori della Confederazione dei XIII Cantoni prestano reciproco giuramento sulla Bibbia. Questo arazzo fa parte della continuazione in quattordici parti della Storia del Re.

## Bibliografia

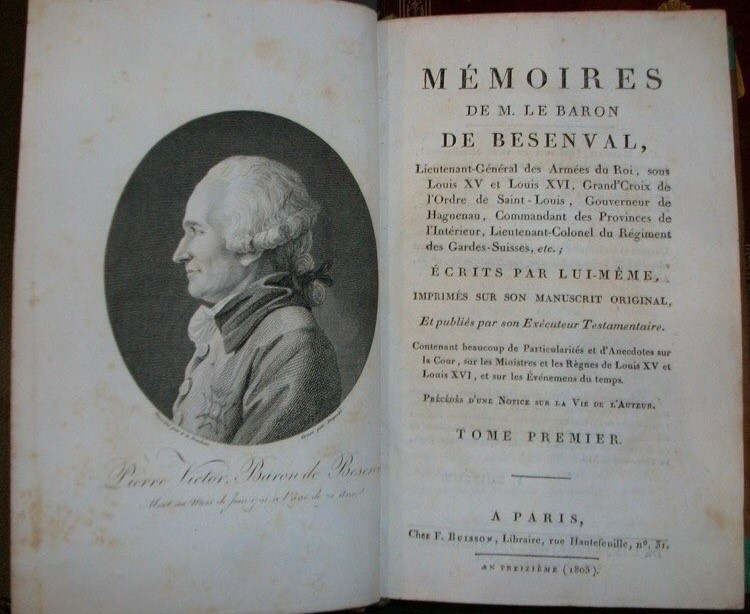
Frontespizio della prima edizione delle memorie del Barone de Besenval, scritte all'Hôtel de Besenval. La pubblicazione delle memorie in quattro volumi tra il 1805 e il 1806 fu iniziata da Joseph Alexandre de Ségur. La pubblicazione delle memorie suscitò scandalo, poiché il barone non si tratteneva dal riferire dettagli piccanti e scandalosi sulla vita e i costumi degli ultimi anni della corte reale francese dell'Ancien Régime, compresi i nomi dei protagonisti. La famiglia di Besenval dubitò dell'autenticità delle memorie e ne prese le distanze. Del quarto e ultimo volume furono stampate solo poche copie